# Priodontes maximus
Tatou géant
Genre
Espèce
Synonymes
- Priodontes giganteus G. Fischer, 1814

Statut de conservation UICN

 VU A2cd : Vulnérable
Statut CITES
Le Tatou géant (Priodontes maximus), encore appelé cabassou en Guyane est l'espèce la plus grande parmi les tatous. C'est la seule espèce du genre Priodontes.
Il peut creuser jusqu'à un terrier tous les deux jours, de 5 m de profondeur (dont la température est très stable), et qui sera ensuite utilisé par au moins une vingtaine d'autres espèces, ce qui fait de lui une espèce-ingénieur, et une espèce-clé.

## Répartition

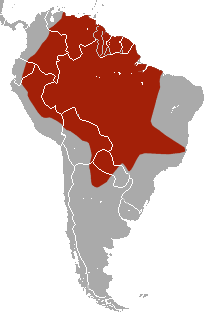
Répartition de l'espèce en Amérique du Sud.

On le trouve dans la forêt tropicale de l'est de l'Amérique du Sud et dans divers autres habitats assez éloignés comme le nord de l'Argentine. Il vit à proximité des cours d'eau et des lacs. L'espèce est en risque d'extinction.

## Alimentation
Le tatou géant est insectivore, il se nourrit de termites et de fourmis et peut, contrairement aux autres tatous, détruire la totalité d'une de leurs colonies. Il s'alimente également d'araignées, de petits serpents et de charognes qu'il trouve en retournant le sol.

## Description
Le tatou géant adulte pèse entre 20 et 30 kg. Sa longueur est de 90 à 160 cm, dont un tiers pour la queue.
Il a une armature osseuse (11 à 13 bandes), couvrant son dos, sa queue et sa tête. D'apparence très rigide, elle n'en est pas moins très flexible et lui permet de se mouvoir aisément. Quelques poils sont visibles entre les plaques. La couleur est jaune sur les côtés et brune sur le dos. Les pattes, dotées de longues griffes lui permettent de construire d'énormes cavités en guise de terrier, de fouiller et de détruire les fourmilières et les termitières. Sa langue sécrète une substance visqueuse pour capturer des insectes. Il a un très bon odorat qui lui permet de détecter où se trouvent ses proies. Les autres sens ne sont guère développés : il ne distingue pas les couleurs mais étant un animal nocturne, cette déficience n'est pas handicapante. Il passe la journée tapi dans son terrier. Il vit en moyenne 12 à 15 ans.
Il apparaît sur les billets de 5 bolivars vénézuéliens.

## Reproduction
En dehors de la période d'accouplement, les deux sexes vivent séparés, habitant des terriers distincts. L'accouplement résulte de la rencontre fortuite d'un mâle et d'une femelle dans un terrier. Les femelles ont une période de gestation de 16 semaines, et elles ont de 1 à 3 petits.

## Prédateurs
Son seul prédateur est l'homme, qui le chasse pour utiliser sa cuirasse pour l'artisanat et sa chair comme aliment. Sa disparition a également pour cause la disparition de son biotope avec la déforestation et le développement de l'élevage. Il survit difficilement en captivité et ne s'y reproduit pas.

## Protection
En Argentine, la réserve naturelle Formosa a été créée en 1968. Un de ses principaux objectifs est la protection de certains des derniers individus de l'espèce.